# Маркус Смарт
Маркус Осмонд Смарт (енгл. Marcus Osmond Smart; Флауер Маунд, Тексас, 6. март 1994) амерички је кошаркаш. Игра на позицијама плејмејкера и бека, а тренутно наступа за Лос Анђелес лејкерсе.

## Каријера
Средњу школу је похађао у родном месту где је и играо кошарку. У завршној години постизао је просечно 15,1 поена и имао просечно 9 скокова и 5 асистенција по утакмици.
Колеџ каријеру је провео на Универзитету Оклахома Стејт. Већ у првој сезони је предводио свој тим до рекорда од 24 победа и 8 пораза. И у следећој сезони је имао веома добар учинак бележећи просечно 18 поена по утакмици уз 5,9 скокова и 4,8 асистенција по мечу.

### НБА
Већ након завршене друге колеџ сезоне одлучује се за НБА драфт, где га је као 6. пика изабрала екипа Бостона. Током прве сезоне одиграо је укупно 67 мечева, а у 38 био чак и у стартној петорци. Просечно је постизао 9,8 поена и имао око 3 скока и 3 асистенција по мечу.

### Репрезентација
Био је члан јуниорске репрезентације САД која је наступала на Светском првенству 2013. године у Прагу и са којом је освојио златну медаљу.

## Успеси

### Репрезентативни
- Светско првенство до 19 година:  2013.

### Појединачни
- Одбрамбени играч године НБА (1): 2021/22.
- Идеални одбрамбени тим НБА — прва постава (3): 2018/19, 2019/20, 2021/22.
- Идеални тим новајлија НБА — друга постава: 2014/15.

### Статистика

#### Статистика на колеџу
| Сезона   | Екипа          | ОУ | СУ | МПУ  | ПШ%  | 3П%  | СБ%  | СПУ | АПУ | УПУ | БПУ | ППУ  |
| -------- | -------------- | -- | -- | ---- | ---- | ---- | ---- | --- | --- | --- | --- | ---- |
| 2012/13. | Оклахома стејт | 33 | 32 | 33.5 | .404 | .290 | .777 | 5.8 | 4.2 | 3.0 | .7  | 15.4 |
| 2013/.14 | Оклахома стејт | 31 | 31 | 32.7 | .422 | .299 | .728 | 5.9 | 4.8 | 2.9 | .6  | 18.0 |

#### НБА статистика

##### Регуларна сезона
| Сезона   | Екипа  | ОУ | СУ | МПУ  | ПШ%  | 3П%  | СБ%  | СПУ | АПУ | УПУ | БПУ | ППУ |
| -------- | ------ | -- | -- | ---- | ---- | ---- | ---- | --- | --- | --- | --- | --- |
| 2014/15. | Бостон | 67 | 38 | 27.0 | .367 | .335 | .646 | 3.3 | 3.1 | 1.5 | .3  | 7.8 |
| Каријера |        | 67 | 38 | 27.0 | .367 | .335 | .646 | 3.3 | 3.1 | 1.5 | .3  | 7.8 |

##### Плеј-оф
| Сезона   | Екипа  | ОУ | СУ | МПУ  | ПШ%  | 3П%  | СБ%  | СПУ | АПУ | УПУ | БПУ | ППУ |
| -------- | ------ | -- | -- | ---- | ---- | ---- | ---- | --- | --- | --- | --- | --- |
| 2015.    | Бостон | 4  | 3  | 22.5 | .483 | .231 | .533 | 2.8 | 1.3 | .3  | .3  | 9.8 |
| Каријера |        | 4  | 3  | 22.5 | .483 | .231 | .533 | 2.8 | 1.3 | .3  | .3  | 9.8 |

## Остало
Јула 2014. године са Адидасом је потписао уговор у вредности од 1,2 милиона долара.

## Спољшање везе
- Маркус Смарт на сајту
- Маркус Смарт на сајту